# Would?
"Would?" é uma canção da banda grunge Alice in Chains, aparecendo no álbum Dirt, de 1992. Ela apareceu pela primeira vez na trilha-sonora do filme Singles de 1992, no qual os membros do Alice in Chains fazem uma aparição. Uma versão acústica de "Would?" foi apresentada pela banda no programa MTV Unplugged em 1996, e a canção foi incluída no álbum MTV Unplugged (Alice in Chains), lançado no mesmo ano. "Would?" também está presente nas compilações Nothing Safe: Best of the Box (1999), Music Bank (1999), Greatest Hits (2001), e The Essential Alice in Chains (2006).

## Letra
A canção, escrita pelo guitarrista/vocalista Jerry Cantrell, foi inspirada no vocalista da banda Mother Love Bone, Andrew Wood, falecido em 1990 de uma overdose de heroína.
Jerry Cantrell sobre a canção, do encarte da coletânea Music Bank:
| “ | Eu estava pensando muito sobre Andrew Wood (vocalista do Mother Love Bone) nesse tempo. Nós sempre nos divertimos quando andamos juntos, bem como Chris Cornell e eu fazemos. Não havia realmente um momento sério ou conversa, era só diversão, Andy era um cara hilário, cheio de vida e fiquei muito triste de perder ele. Mas eu sempre odeio as pessoas que julgam as decisões que outras fazem. Então também foi direcionada para as pessoas que fazem julgamentos. | ” |

## Posições nas paradas
| Ano  | Parada                       | Posição |
| ---- | ---------------------------- | ------- |
| 1992 | UK Singles                   | 19      |
| 1992 | Mainstream Rock Tracks (EUA) | 19      |

## Créditos
- Layne Staley – vocais
- Jerry Cantrell – guitarra, vocal de apoio
- Mike Starr – baixo
- Sean Kinney – bateria